# Крутится-вертится
«Крутится-вертится» — концертный альбом Ольги Арефьевой и группы «Ковчег», записанный в Центральном доме художника 29 января 2005 года и изданный в мае того же года в рамках проекта «Шансон-Ковчег». В концерте использованы русские народные песни, романсы, переработки популярных отечественных и зарубежных народных мелодий, многие с авторской интерпретацией оригинальных текстов. Также в альбом вошли две авторские композиции — «Динь-динь-динь» и «Картонное пальто».

## Список композиций
| №                   | Название                 | Текст песни                        | Музыка                        | Длительность |
| ------------------- | ------------------------ | ---------------------------------- | ----------------------------- | ------------ |
| 1.                  | «Шар голубой»            | народные / Ольга Арефьева          | народная                      | 3:11         |
| 2.                  | «В пятницу 13-го»        | народные                           | Ольга Арефьева                | 2:21         |
| 3.                  | «Была я уличной певицей» | Марина Цветаева                    | народная                      | 2:50         |
| 4.                  | «Костюмчик новенький»    | народные                           | народная                      | 1:34         |
| 5.                  | «Виновата ли я»          | народные                           | народная                      | 0:45         |
| 6.                  | «Динь-динь-динь»         | Ольга Арефьева                     | Ольга Арефьева                | 3:26         |
| 7.                  | «Яблочко»                | народные / Ольга Арефьева          | народная                      | 3:23         |
| 8.                  | «Ах, зачем эта ночь»     | стихи А. Давыдова, пер. Н. Пашкова | народная                      | 4:00         |
| 9.                  | «Фрейлехс (Пропил я)»    | Юлия Беломлинская                  | народная                      | 3:44         |
| 10.                 | «Верная жена»            | Юлия Беломлинская                  | Юлия Беломлинская             | 3:21         |
| 11.                 | «Мотенька»               | Юлия Беломлинская                  | Юлия Беломлинская             | 5:06         |
| 12.                 | «Одна могила»            | Алексей Хвостенко / Ольга Арефьева | еврейская народная            | 4:11         |
| 13.                 | «Не для меня»            | А. Молчанов                        | Николай Девитте               | 5:20         |
| 14.                 | «Сиртаки»                | Ольга Арефьева                     | по мотивам Микиса Теодоракиса | 4:03         |
| 15.                 | «Ломами бьют»            | автор неизвестен                   | Ю. Жиро                       | 3:57         |
| 16.                 | «Шарабан-американка»     | народные                           | народная                      | 3:00         |
| 17.                 | «Цыплёнок жареный»       | народные                           | народная                      | 4:22         |
| 18.                 | «Картонное пальто»       | Ольга Арефьева                     | Ольга Арефьева                | 3:20         |
| 19.                 | «рассказ»                | Ольга Арефьева                     | без музыки                    | 2:07         |
| 20.                 | «Свадьба»                | Юлия Беломлинская                  | народная                      | 4:21         |
| Общая длительность: | Общая длительность:      | Общая длительность:                | Общая длительность:           | 1:08:14      |

| №  | Название                              | Текст песни                      | Музыка         | Длительность |
| -- | ------------------------------------- | -------------------------------- | -------------- | ------------ |
| 1. | «Табакера» (видео с концерта)         | слова Кайя, пер. Ольги Арефьевой | Горан Брегович |              |
| 2. | «Цыплёнок жареный» (видео с концерта) | народные                         | народная       |              |
| 3. | «Ломами бьют» (mp3, студийная версия) | автор неизвестен                 | Ю. Жиро        |              |

## Участники записи
- Ольга Арефьева — вокал, гитара
- Пётр Акимов — виолончель, рояль (16, 17), голос
- Айдар Гайнуллин — баян, голос
- Сергей Суворов — бас-гитара, голос
- Сергей Ватаву — гитара
- Сергей Жариков — барабаны
- Всеволод Королюк — барабаны и голос («Ломами бьют», студийная версия)
- Абелардо Альфонсо Лопес — контрабас и голос («Ломами бьют», студийная версия)